# Соту-да-Каза
Соту-да-Каза (порт. Souto da Casa)  —  район (фрегезия) в Португалии,  входит в округ Каштелу-Бранку. Является составной частью муниципалитета  Фундан. По старому административному делению входил в провинцию Бейра-Байша. Входит в экономико-статистический  субрегион Кова-да-Бейра, который входит в Центральный регион. Население составляет 988 человек на 2001 год. Занимает площадь 29,13 км².